# Thor Guttormsen
Thor Guttormsen, född 7 juli 1958, är initiativtagare till idrottsklubben Grunden Bois i Göteborg.

## Utmärkelser och priser m.m.
- Årets "Go-Janne", 2021
- Invald i Hall of Fame, Göteborgs Fotbollsförbund, 2021
- Årets Eldsjäl och Årets Ledare Eldsjälsgalan Folkspel, 2021
- Kungliga sällskapet Pro Patrias medalj i guld (ProPGM, 2019)[1]
- Göteborg stads förtjänsttecken i guld (GbgGFt, 2009)
- TV-sportens Sportspegelpris, Svenska Idrottsgalan, 2002
- Lyckans Soldaters idrottsstipendium, 2003
- Lions Internationals Livskvalitétspris, 2004
- Centralföreningens för Gymnastik- och Idrottssällskapen i Göteborg medalj i guld, 2005
- Rotarys Etikpris, 2005
- Framröstad som fackelbärare av Expressens läsare och sprang med OS-facklan i Kina,  2008

## Övrigt
-Thor medverkade i SVT:s VM-studio tillsammans med Malin Swedberg, "Drillo" Olsen & Peter Jihde under hela fotbolls-VM 2002.
-Statist i Gösta Berlings Saga - SVT 1986.